# Calliopum blaisdelli
Calliopum blaisdelli är en tvåvingeart som först beskrevs av Cresson 1920.  Calliopum blaisdelli ingår i släktet Calliopum och familjen lövflugor.
Artens utbredningsområde är Kalifornien. Inga underarter finns listade i Catalogue of Life.